# Трусова, Анастасия Игоревна
Трусова Анастасия Игоревна (20 августа 1989, Владимир) — победительница национального конкурса красоты и талантов «Краса России» 2013 г., первая россиянка, вошедшая в число победительниц мирового конкурса красоты «Мисс Земля» (Miss Earth). Общественный деятель, руководитель фонда поддержки русского языка и литературы. По образованию социолог и информатик-экономист.

## Биография

### Детство и учёба
Родилась во Владимире. В 2003 году получила свидетельство об окончании детской школы искусств № 3 г. Владимира по классу фортепиано. В 2006 году окончила школу № 10 с углубленным изучением иностранных языков. В 2011 году окончила Владимирский Государственный Университет имени А.и Н. Столетовых по специальности «социология». Осенью того же года приняла участие в региональном конкурсе красоты «Владимирская красавица», где вошла в число финалисток.
Во время учебы Анастасия Трусова работала во владимирском Центре социальной помощи семье и детям в отделе реабилитации несовершеннолетних с ограниченными физическими и умственными возможностями. В 2012 году, получив второе высшее образование по специальности «прикладная информатика в экономике», поступила на государственную службу в отдел развития и перспективных программ Комитета информатизации, связи и телекоммуникаций Администрации Владимирской области

## Работа в Москве
В конце 2012 Анастасия Трусова переехала из Владимира в Москву, где поступила в Московский Институт телевидения и радиовещания «Останкино» (МИТРО). В столице она начала работать в ОАО «РТ Лабс», специализирующееся на реализации крупных инфраструктурных проектов на территории Центрального Федерального округа. В конце 2013 года Анастасия Трусова перешла на работу в ОАО «Ростелеком».

### «Краса России»
В 2013 году организаторы регионального конкурса красоты «Владимирская красавица» обратились к Анастасии Трусовой с просьбой представлять родной город и Владимирскую область на Национальном фестивале красоты и талантов «Краса России».
25 ноября 2013 года в театре «Россия» Анастасия Трусова завоевала главный титул фестиваля "Краса России-2013 " в финальном шоу «Россия — Родина моя». Свою победу Анастасия посвятила бабушке, дедушке и маме. По правилам конкурса Анастасия автоматически стала представительницей России на всемирном экологическом конкурсе красоты «Мисс Земля» (Miss Earth).

### Фонд поддержки русского языка и литературы «Жи-Ши»
После победы в конкурсе «Краса России» Анастасия продолжила работу в компании ОАО «Ростелеком». Параллельно она основала общественную организацию — фонд поддержки русского языка и литературы «Жи-Ши». В конце 2014 года с командой Фонда Анастасия завоевала победу в номинации «Лучшая креативная идея» конкурса молодежных социальных инициатив и идей по сохранению и продвижению русского языка.
В 2014 году Анастасия Трусова закончила учебу в МИТРО и начала подготовку к конкурсу «Мисс Земля».

### Конкурс «Мисс Земля»
29 ноября 2014 года на Филиппинах Анастасия впервые за историю участия Российской Федерации в конкурсе завоевала для России корону «Мисс Земля Огонь». В конкурсе Мисс Земля девушки борются за титулы представительниц четырёх стихий: земли, воды, огня и воздуха. Победными считаются титул «Мисс Земля» и её элементы — равнозначные титулы «Мисс Огонь», «Мисс Вода» и «Мисс Воздух».
Ввиду экологической специфики конкурса, помимо набора стандартных соревновательных этапов, свойственных мировым конкурсам красоты, обязательным условием участия в этом конкурсе была подготовка инновационных эко-проектов. Анастасия Трусова представила концепцию создания Экопарка «Суздаль» во Владимирской области, получившую серебро в командном зачете «Europe» за уникальный эко-проект.
В промежуточных соревновательных этапах Анастасией были также завоеваны специальные награды — золото за лучшее вечернее платье, серебро за лучший национальный костюм и бронзовая медаль за лучшее коктейльное платье, а представленная для конкурса видеоработа Анастасии вошла в Топ-10 лучших эко-видео «Best in Eco Beauty Video».

## Награды
- 2013 — Краса России
- 2014 — Мисс Земля Огонь (Miss Earth Fire)

## Научные публикации
- Монахов Ю. М., Медведникова М. А., Абрамов К. Г., Трусова А. И., Бодров И. Ю. К Вопросу о моделировании процесса пропаганды в социальных сетях [Текст] // Математика и математическое моделирование. Труды научно-практической конференции: 13-14 октября 2011 года — Мордовский государственный педагогический институт имени М. Е. Евсевьева. — Саранск, 2011.
- Монахов Ю. М., Медведникова М. А., Абрамов К. Г., Трусова А. И., Бодров И. Ю. статистические параметры топологии социальных сетей [Текст] // Математика и математическое моделирование. Труды научно-практической конференции: 13-14 октября 2011 года — Мордовский государственный педагогический институт имени М. Е. Евсевьева. — Саранск, 2011.